# Dino Ramos
Dino Ramos; cuyo nombre completo era Francisco Dino López Ramos (Alta Gracia, 12 de febrero de 1929 - Buenos Aires, 29 de marzo de 1984) fue un compositor, autor y animador de televisión argentino.

## Biografía
Ramos se inició como cantante y humorista con Carlinhos y su Bandita. En el año 1957 conoció a Palito Ortega, con quien trabó amistad y compusieron una serie de canciones que lanzaron a la fama al cantautor tucumano. Murió en Buenos Aires, el 29 de marzo de 1984 a la edad de 55 años y su cuerpo descansa en el Cementerio de la Chacarita.

## Algunas de sus canciones más famosas
- Amnesia
- Amor sin igual
- Hasta que vuelvas
- Me está gustando
- La nave del olvido
- Seguiré mi camino
- Quiero perderme contigo
- Yo lo comprendo
- Sabor a nada
- Soy lo prohibido
- Y pensar
- Buenas noches, dolor
- Mil noches
- Jamas te vi
- Vestida de novia
- Y el poeta lloró

## Algunos de los intérpretes de sus canciones
- Los Locos del Ritmo (grupo de rock de los 60)
- Mirtha Pérez
- Joan Manuel Serrat
- Cristián Castro
- José José
- Gualberto Castro
- Julio Iglesias
- Emmanuel
- Ricardo Montaner
- Vikki Carr
- Vicentico
- Palito Ortega
- Los Ángeles Negros
- Los Cava Bengal
- Los Panchos
- El Greco
- María Marta Serra Lima
- Nilton Cesar
- Henry Stephen
- Luis Humberto Navejas
- Victor Yturbe

## Filmografía
- Una máscara para Ana (1966)
- ¡Cómo te extraño...! (1966)